# 卡拉科尔 (皮奥伊州)
卡拉科尔（葡萄牙語：Caracol）是巴西皮奥伊州的一个市镇。总面积449.465平方公里，总人口10346人，人口密度23人/平方公里。